# Leyland Lion PSR1

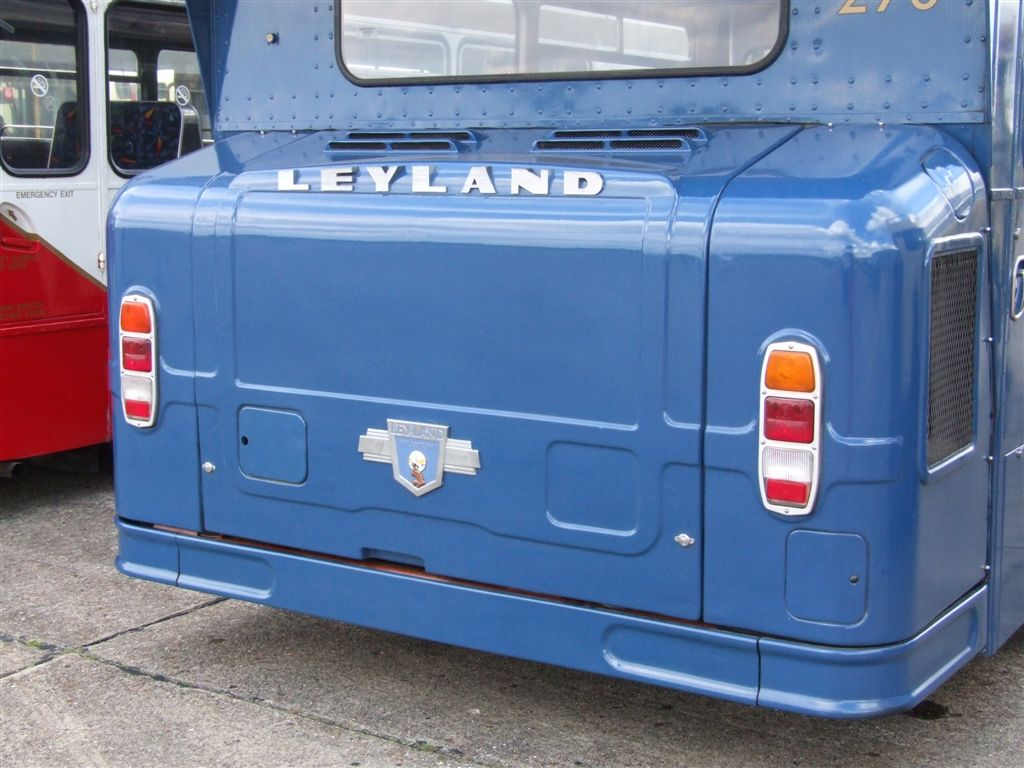
Motorabdeckung eines Lion PSR1

Der Leyland Lion PSR1 war ein Omnibus-Chassis des britischen Nutzfahrzeugherstellers Leyland Motors. Die Baureihe wurde von 1960 bis 1967 in einer Stückzahl von nur 88 Exemplaren gebaut. Es handelte sich dabei um den ersten Eindecker mit Heckmotor, den Leyland entwickelte. Nach dem Leyland Lion PSC und Lion LT war es der dritte von insgesamt fünf Lion genannten Busmodellen. Der nächste Lion erschien 1981 als Leyland Lion (B21).
Leyland hatte in die Entwicklung des Antriebs des Leyland Atlantean mit Heckmotor und des dazugehörigen Z-Getriebes viel Zeit und finanzielle Mittel investiert. Bei diesem Getriebetyp liegen An- und Abtriebswellen in verschiedenen horizontalen Ebenen, das Drehmoment wird im Getriebe zweimal um 90° umgelenkt. Das Unternehmen suchte nun nach weiteren Anwendungsmöglichkeiten für die Antriebseinheit. Der Leyland Dromedary, ein Tankfahrzeug mit der Antriebsformel 8×4, war wenig erfolgreich; lediglich ein Prototyp entstand. Aus der Kombination des Chassis des Leyland Royal Tiger Worldmaster mit der Antriebseinheit des Atlantean entstand schließlich ein Fahrzeug, das den nordamerikanischen Transitbussen der damaligen Zeit ähnelte. Der Typ erhielt den Namen Lion und die Typenbezeichnung PSR1, wobei S für single deck, also Eindecker, und das R für rear engine, also Heckmotor, steht.
Der hohe, gerade Rahmen des Lion entsprach dem des Worldmaster, er bestand aus hochfesten Stahlprofilen. Federung, Bremsen und Lenkung wurden ebenfalls vom Worldmaster übernommen und angepasst. Motor, Kühler und weitere Anbauteile stammten dagegen vom Atlantean.
Als Motor wurde zunächst der Leyland O.680 verwendet, der eine Leistung von 149 kW (200 bhp) abgab. Als Option war auch der kleinere O.600 mit Leistungen von 93 (125) bis 104 kW (140 bhp) verfügbar. Der Motor war quer im Heck angeordnet. Die gelenkte Vorderachse stammte vom Worldmaster, ebenso die angetriebene Hinterachse, die im Lion jedoch um 180° gedreht eingebaut wurde. Das Leyland-SCG-Pneumocyclic-Getriebe war mit vier oder fünf Vorwärtsgängen lieferbar. Es konnte elektrisch oder pneumatisch geschaltet werden. Das Drehmoment wurde vom Motor zum Getriebe über eine Fliehkraftkupplung übertragen. In späteren Modellen kam eine hydrodynamische Kupplung zum Einsatz. Eine derartige Kupplung war 1905 von Hermann Föttinger, Chefkonstrukteur der AG Vulcan Stettin, zum Patent angemeldet worden. Im Vereinigten Königreich gab es sie ab 1930 in Nutzfahrzeugen der Daimler Motor Company. Das Differentialgetriebe kam von Eaton, es standen zwei Achsuntersetzungen zur Wahl. Für den australischen Markt wurde das Chassis mit einer dritten, nicht angetriebenen Achse angeboten. Diese stammte ebenfalls vom Worldmaster und war vor der angetriebenen Hinterachse angeordnet. Die Aufhängung der Achse stammte vom Albion Reiver 6×2. Diese zusätzliche Achse verringerte die Radlast. Einer der dreiachsigen Busse wurde an West Australian Independent geliefert, alle anderen kamen bei den West Australian Railways zum Einsatz.
Leyland bot zur Abdeckung des Motors eine Haube aus glasfaserverstärktem Kunststoff an. Alternativ wurde der Motor von den Karosseriebauunternehmen verkleidet, die auch den Aufbau für das Chassis herstellten. Leyland selbst hatte eine Verkleidung mit Finnen und Rückleuchten des Austin A55 Cambridge entwickelt, die jedoch nicht in Serie ging.
Obwohl es ursprünglich hauptsächlich für den nordamerikanischen Markt entwickelt worden war, konnte kein einziges Fahrzeug dort abgesetzt werden. Der größte Kunde war die Regierung des Iran, die 52 Stück kaufte. Diese erhielten Aufbauten lokaler Hersteller. 30 Stück gingen nach Australien, wovon sechs Dreiachser waren, zwei nach Neuseeland, zwei an Egged in Israel und je einer nach Spanien und in die Türkei.
Heute noch bekannte existierende Exemplare sind ein Lion PSR1 in Neuseeland, der in ein Wohnmobil umgewandelt wurde, und ein gleichartiges Exemplar in Western Australia. Die Bus Preservation Society of Western Australia restaurierte ein Modell und stellt es gelegentlich auf Oldtimershows aus.